# Nachal Gita
Nachal Gita (hebrejsky: נחל גיתה nebo נחל גתה) je krátké vádí v Horní Galileji, v severním Izraeli.
Začíná v nadmořské výšce téměř 400 metrů, na jižním okraji města Januch-Džat, respektive jeho části Džat, a cca 1 kilometr západně od vesnice Gita. Směřuje pak rychle se zahlubujícím a zčásti zalesněným údolím k západu. Ústí potom zprava do vádí Nachal Bejt ha-Emek. Nad soutokem se tyčí vyvýšená lokalita Ras Kalban (ראס כלבן), kde archeologové objevily pozůstatky osídlení z doby železné a římského období.